# Speak Now World Tour – Live
Speak Now World Tour – Live là album trực tiếp đầu tiên của nữ ca sĩ kiêm sáng tác nhạc người Mỹ Taylor Swift do hãng đĩa Big Machine Records phát hành vào ngày 21 tháng 11 năm 2011. Album tập hợp các bài hát và màn trình diễn được thu hình từ nhiều buổi hòa nhạc khác nhau trong chuyến lưu diễn vòng quanh thế giới Speak Now World Tour vào năm 2011.

## Bối cảnh và phát hành
Để quảng bá cho alum phòng thu thứ ba mang tên Speak Now (2010), Swift thực hiện chuyến lưu diễn vòng quanh thế giới Speak Now World Tour xuyên qua châu Á, châu Âu, Bắc Mỹ và châu Đại Dương với lịch trình gồm 111 ngày diễn tại 19 quốc gia trong vòng 13 tháng, khởi động tại Singapore vào ngày 9 tháng 2 năm 2011 và kết thúc tại Auckland, New Zealand vào ngày 18 tháng 3 năm 2012. Chuyến lưu diễn đạt thành công lớn về mặt thương mại khi thu về hơn 123 triệu USD từ 1,6 triệu vé tiêu thụ và nhận được nhiều phản hồi tích cực từ giới phê bình.
Ngày 21 tháng 9 năm 2011, Swift thông báo việc phát hành album Speak Now World Tour — Live dưới dạng CD/DVD và CD/Blu-ray vào ngày 21 tháng 11 cùng năm, chỉ một ngày trước khi cô khép lại chặng Bắc Mỹ tại Madison Square Garden, Thành phố New York. Cô cũng tiết lộ trailer của album thông qua Vimeo. The Hollywood Reporter cho biết DVD và Blu-ray dài hơn hai giờ đồng hồ gồm 18 màn trình diễn, video hậu trường của Speak Now Tour và một đoạn phim ngắn về gia đình. CD là album trực tiếp đầu tiên của Swift, thu âm từ buổi diễn 13 bài hát của album Speak Now cộng thêm ba bài hát hát lại với tổng độ dài khoảng 80 phút. Phiên bản DVD phát hành độc quyền trên Target bổ sung thêm các màn trình diễn "Ours", "Nashville", "Sweet Escape" và đoạn phim hậu trường về quá trình thực hiện video âm nhạc cho "Mean". Phiên bản tại Brazil bao gồm một phiên bản chưa từng phát hành của "Long Live" với phần lời mới sáng tác bằng tiếng Bồ Đào Nha, do Swift trình bày cùng Paula Fernandes.

## Danh sách bài hát

### CD
| Speak Now World Tour – Live – Đĩa 1 (Âm thanh) | Speak Now World Tour – Live – Đĩa 1 (Âm thanh)  | Speak Now World Tour – Live – Đĩa 1 (Âm thanh)                         | Speak Now World Tour – Live – Đĩa 1 (Âm thanh) |
| STT                                            | Nhan đề                                         | Sáng tác                                                               | Thời lượng                                     |
| ---------------------------------------------- | ----------------------------------------------- | ---------------------------------------------------------------------- | ---------------------------------------------- |
| 1.                                             | "Sparks Fly"                                    | Taylor Swift                                                           | 5:39                                           |
| 2.                                             | "Mine"                                          | Swift                                                                  | 4:19                                           |
| 3.                                             | "The Story of Us"                               | Swift                                                                  | 4:49                                           |
| 4.                                             | "Mean"                                          | Swift                                                                  | 4:09                                           |
| 5.                                             | "Ours"                                          | Swift                                                                  | 4:05                                           |
| 6.                                             | "Back to December/ Apologize/ You're Not Sorry" | Swift Ryan Tedder                                                      | 6:01                                           |
| 7.                                             | "Better Than Revenge"                           | Swift                                                                  | 5:44                                           |
| 8.                                             | "Speak Now"                                     | Swift                                                                  | 4:09                                           |
| 9.                                             | "Last Kiss"                                     | Swift                                                                  | 6:12                                           |
| 10.                                            | "Drops of Jupiter"                              | Charlie Colin Rob Hotchkiss Pat Monahan Jimmy Stafford Scott Underwood | 5:08                                           |
| 11.                                            | "Bette Davis Eyes"                              | Jackie DeShannon Donna Weiss                                           | 3:07                                           |
| 12.                                            | "I Want You Back"                               | Berry Gordy, Jr. Alphonso Mizell Freddie Perren Deke Richards          | 1:21                                           |
| 13.                                            | "Dear John"                                     | Swift                                                                  | 6:45                                           |
| 14.                                            | "Enchanted"                                     | Swift                                                                  | 6:25                                           |
| 15.                                            | "Haunted"                                       | Swift                                                                  | 4:49                                           |
| 16.                                            | "Long Live"                                     | Swift                                                                  | 6:21                                           |
| Tổng thời lượng:                               | Tổng thời lượng:                                | Tổng thời lượng:                                                       | 79:03                                          |

| Speak Now World Tour – Live – Phiên bản Brazil (các bài hát bổ sung) | Speak Now World Tour – Live – Phiên bản Brazil (các bài hát bổ sung) | Speak Now World Tour – Live – Phiên bản Brazil (các bài hát bổ sung) | Speak Now World Tour – Live – Phiên bản Brazil (các bài hát bổ sung) |
| STT                                                                  | Nhan đề                                                              | Sáng tác                                                             | Thời lượng                                                           |
| -------------------------------------------------------------------- | -------------------------------------------------------------------- | -------------------------------------------------------------------- | -------------------------------------------------------------------- |
| 17.                                                                  | "Long Live" (hợp tác với Paula Fernandes)                            | Swift Fernandes                                                      | 5:16                                                                 |
| Tổng thời lượng:                                                     | Tổng thời lượng:                                                     | Tổng thời lượng:                                                     | 84:19                                                                |

### Blu-ray/DVD
| Speak Now World Tour – Live – Đĩa 2 (phim) | Speak Now World Tour – Live – Đĩa 2 (phim) | Speak Now World Tour – Live – Đĩa 2 (phim)                                      | Speak Now World Tour – Live – Đĩa 2 (phim) |
| STT                                        | Nhan đề                                    | Sáng tác                                                                        | Thời lượng                                 |
| ------------------------------------------ | ------------------------------------------ | ------------------------------------------------------------------------------- | ------------------------------------------ |
| 1.                                         | "Sparks Fly"                               | Swift                                                                           | 7:27                                       |
| 2.                                         | "Mine"                                     | Swift                                                                           | 4:19                                       |
| 3.                                         | "The Story of Us"                          | Swift                                                                           | 8:02                                       |
| 4.                                         | "Our Song"                                 | Swift                                                                           | 8:11                                       |
| 5.                                         | "Mean"                                     | Swift                                                                           | 5:26                                       |
| 6.                                         | "Back to December"                         | Swift                                                                           | 7:43                                       |
| 7.                                         | "Better Than Revenge"                      | Swift                                                                           | 5:45                                       |
| 8.                                         | "Speak Now"                                | Swift                                                                           | 8:08                                       |
| 9.                                         | "Fearless/ Hey, Soul Sister/ I'm Yours"    | Swift Liz Rose Hilary Lindsey Amond Bjorklund Espen Lind Pat Monahan Jason Mraz | 5:53                                       |
| 10.                                        | "Last Kiss"                                | Swift                                                                           | 9:10                                       |
| 11.                                        | "Drops of Jupiter"                         | Stafford Underwood Monahan Colin Hotchkiss                                      | 5:13                                       |
| 12.                                        | "You Belong With Me"                       | Swift, Rose                                                                     | 7:40                                       |
| 13.                                        | "Dear John"                                | Swift                                                                           | 6:43                                       |
| 14.                                        | "Enchanted"                                | Swift                                                                           | 8:59                                       |
| 15.                                        | "Haunted"                                  | Swift                                                                           | 6:33                                       |
| 16.                                        | "Long Live"                                | Swift                                                                           | 8:01                                       |
| 17.                                        | "Fifteen"                                  | Swift                                                                           | 7:16                                       |
| 18.                                        | "Love Story"                               | Swift                                                                           | 8:46                                       |
| 19.                                        | "Home Movies"                              |                                                                                 | 5:05                                       |
| 20.                                        | "Rehearsal of the Speak Now World Tour"    |                                                                                 | 5:09                                       |
| Tổng thời lượng:                           | Tổng thời lượng:                           | Tổng thời lượng:                                                                | 139:29                                     |

| Speak Now World Tour – Live – phiên bản Target (DVD) | Speak Now World Tour – Live – phiên bản Target (DVD) | Speak Now World Tour – Live – phiên bản Target (DVD) | Speak Now World Tour – Live – phiên bản Target (DVD) |
| STT                                                  | Nhan đề                                              | Sáng tác                                             | Thời lượng                                           |
| ---------------------------------------------------- | ---------------------------------------------------- | ---------------------------------------------------- | ---------------------------------------------------- |
| 17.                                                  | "Ours"                                               | Swift                                                | 5:36                                                 |
| 18.                                                  | "Fifteen"                                            | Swift                                                | 7:16                                                 |
| 19.                                                  | "Love Story"                                         | Swift                                                | 8:46                                                 |
| 20.                                                  | "Nashville"                                          | David Mead                                           | 5:57                                                 |
| 21.                                                  | "Sweet Escape"                                       | Gwen Stefani Aliaune Thiam Giorgio Tuinfort          | 3:22                                                 |
| 22.                                                  | "On the Set with Taylor Swift: Mean"                 |                                                      | 20:43                                                |
| 23.                                                  | "Home Movies"                                        |                                                      | 5:05                                                 |
| 24.                                                  | "Rehearsal of the Speak Now World Tour"              |                                                      | 5:09                                                 |
| Tổng thời lượng:                                     | Tổng thời lượng:                                     | Tổng thời lượng:                                     | 175:07                                               |

## Đội ngũ thực hiện
Thông tin được lấy từ phần bìa ghi chú.
- Sản xuất — Taylor Swift
- Điều hành sản xuất — Robert Allen, Scott Borchetta, Andrea Swift, Jim Weatherson
- Thu âm  — CJ Bogs, Greg Hancock, David Payne
- Pha trộn âm thanh — Bon Ezrin với Justin Cortelyou tại phòng thu Anarchy (Nashville, TN) và Brian Virtue tại House of Blues (Nashville, TN)
- Pha trộn thêm — Robert Allen, Chris Rowe, Brian Virture tại phòng thu Blackbird (Nashville, TN)
- Phụ tá kĩ sư âm thanh — Brent Bishop, Thomas Freigtag, Derek Garten, Joel Schwamburger, Ben Terry
- Kĩ sư âm thanh khác — Garth Richardson tại Nimbus School of Recording Arts (Vancouver, BC) và Chris Rowe tại Love Shack (Nashville, TN)
- Thu âm khán giả — Joe Neil và  Sam's Tape Truck (Atlanta, GA)
- Xử lý hậu kì âm thanh — Glenn Meadows tại Mayfield Mastering (Nashville, TN)

## Xếp hạng
| Bảng xếp hạng (2011)                 | Vị trí cao nhất |
| ------------------------------------ | --------------- |
| Album Úc (ARIA)                      | 30              |
| Úc Country Albums (ARIA)             | 1               |
| Úc Music DVDs (ARIA)                 | 5               |
| Album Canada (Billboard)             | 25              |
| Album Nhật Bản (Oricon)              | 28              |
| Album México (Top 100 Mexico)        | 67              |
| Album Tây Ban Nha (PROMUSICAE)       | 91              |
| Album Hoa Kỳ Billboard 200           | 11              |
| Album Hoa Kỳ Top Country (Billboard) | 2               |
| Bảng xếp hạng (2012)                 | Vị trí cao nhất |
| Album Úc (ARIA)                      | 16              |

| Bảng xếp hạng (2011) | Vị trí cao nhất |
| -------------------- | --------------- |
| Úc Music DVDs (ARIA) | 46              |